# Clinica della Maternità
La ex-Clinica della Maternità è un edificio di Firenze, situato in via degli Alfani 58, angolo via dei Fibbiai.

## Storia e descrizione
Un tempo pertinenza dell'attiguo ospedale degli Innocenti (col quale condivide una parte delle corti interne), era un tempo una serie di case, tra le quali ebbe dimora alla fine del Quattrocento il pittore Filippino Lippi.
Nella pianta del Buonsignori, della fine del Cinquecento, si vede già un edificio unico che prolunga, senza soluzione di continuità, la loggia dello spedale.
In seguito fu ceduto all'ospedale di Santa Maria Nuova. Nel 1878 vi fu costituita la "Maternità", cioè l'ospedale delle gestanti, a cura dell'architetto Leopoldo Pasqui, che visto il carattere filantropico dell'istituzione prestò i suoi servigi gratuitamente. Una lapide nel cortile ricorda questa donazione e le funzioni un tempo proprie dell'ospedale:
| L'ARCHITETTO LEOPOLDO PASQUI CON LUNGHI STUDI CON L'OPERA NOBILMENTE GRATUITA SOLO INTERROTTA DA MORTE ADATTÒ L'EDIFIZIO AD ACCOGLIERE FIN DAL 1 GENNAIO MDCCCLXXVIII LE PARTORIENTI POVERE LA SCUOLA DI OSTETRICIA I FANCIULLI INFERMI CUI L'INDIGENZA NEGÒ ANCHE LE CURE MATERNE |

La clinica rimase qui fino agli anni trenta del Novecento, quando tutto fu trasferito al nuovo ospedale di Careggi. Oggi l'edificio, pesantemente riadattato soprattutto negli spazi interni, è sede di alcune aule della Facoltà di Lettere e Filosofia, del Centro Linguistico e Mediateca d'Ateneo e dell'Istituto superiore per le industrie artistiche.